# Crespadoro
Crespadoro (Crespaòro o Craspòro in veneto) è un comune italiano di 1 246 abitanti della provincia di Vicenza in Veneto, situato nella valle del Chiampo, all'altezza di 363 m s.l.m. L'etimo Crespadoro deriverebbe da "Crespatorio", latino ipotizzato "crispatorium", da "crispa", cioè "piega" del territorio.

## Geografia fisica
Il comune di Crespadoro presenta un'estensione molto ampia, ma scarsamente abitata, perché composto, in maggior parte, da lussureggianti boschi e scoscesi pendii; è inoltre posto al confine tra la provincia di Verona ad ovest e la provincia di Trento a nord. Il territorio comunale si può suddividere in tre zone. Il fondovalle dove si trova il capoluogo posto ad un'altezza tra i 363 e i 510 m s.l.m.; l'altezza delle frazioni situate tra gli 800 e i 1000 m s.l.m (Marana 800 m.s.l.m; Durlo 845 m s.l.m; Campodalbero 900 m s.l.m); e i punti più alti delle vette del comune (Cima Marana, Telegrafo, Zevola, Gramolon) che arrivano a toccare i 1980 m s.l.m nel monte Gramolon nasce il torrente Chiampo. Superato il passo della Scagina si arriva in val Frasele e poi al passo della Lora dove il comune di Crespadoro confina con la provincia di Trento. Il territorio si presenta molto ricco dal punto di vista idrico: moltissimi sono i ruscelli che scorrono e che vanno ad alimentare tutte le fontane sparse per le contrade. I principali corsi d'acqua sono il Righello, la Val Mora, il Còrbiolo e Valbianca,  vanno tutti a confluire nel torrente principale il torrente Chiampo, che dà il nome alla Valle. Il comune di Crespadoro è uno dei due comuni vicentini che fanno parte dell'area del Parco della Lessinia.

## Storia
L'origine di Crespadoro va collocata al tempo delle immigrazioni di lavoratori di origine tedesca, ai quali fu assegnato un "manus" di terra incolta. Nel 1287 il Vescovo Bartolomeo Della Scala cedette dei territori dei Lessini a delle popolazioni di origine tedesca con l'onere della decima; questa popolazione nel corso del tempo fu detta "Cimbra" perché loro stessi si definivano "tzimbar", che nella loro lingua significava "boscaiolo".
Nel Trecento la comunità di Crespadoro fu sottoposta alla signoria scaligera, poi viscontea e il 28 aprile del 1404 insieme con il Comune di Vicenza si sottomise alla Serenissima Repubblica di Venezia: da questo momento iniziò un periodo relativamente stabile per Crespadoro che si impegnava a controllare i confini con il trentino, per evitare il contrabbando, e in cambio Venezia non riscuoteva le tasse da questo comune.
Durante gli otto anni di dominazione austriaca dal 1798 al 1805 non vi furono eventi significativi nella storia della Valle del Chiampo, anche se è testimoniata la permanenza notturna in una locanda di Crespadoro dell'Arciduca d'Austria Giovanni D'Asburgo - Lorena il 23 giugno 1804. Dopo mezzo secolo passato sotto il Regno Lombardo Veneto, nel 1866 il comune fu annesso all'Italia come tutto il Veneto.
La prima guerra mondiale non toccò direttamente il territorio di Crespadoro, nonostante la vicinanza con i luoghi delle grandi battaglie. Molto più tragico invece fu l'esito della seconda guerra mondiale: durante l'estate del 1944 furono eseguite molteplici rappresaglie nel territorio comunale; a luglio l'intera piazza di Crespadoro fu data alle fiamme, sette partigiani, che si erano rifugiati sui monti vicini, furono legati ad un muro della piazza e trucidati dopo un sommario processo avvenuto in una sala del municipio. Ventotto furono dunque le vittime civili e per questo al comune di Crespadoro fu conferita la medaglia d'argento al valor militare .

### Onorificenze
Crespadoro è tra i comuni decorati al valor militare per la guerra di liberazione , insignito della medaglia d'argento al valor militare per i sacrifici delle sue popolazioni e per l'attività nella lotta partigiana durante la seconda guerra mondiale :

## Monumenti e luoghi d'interesse

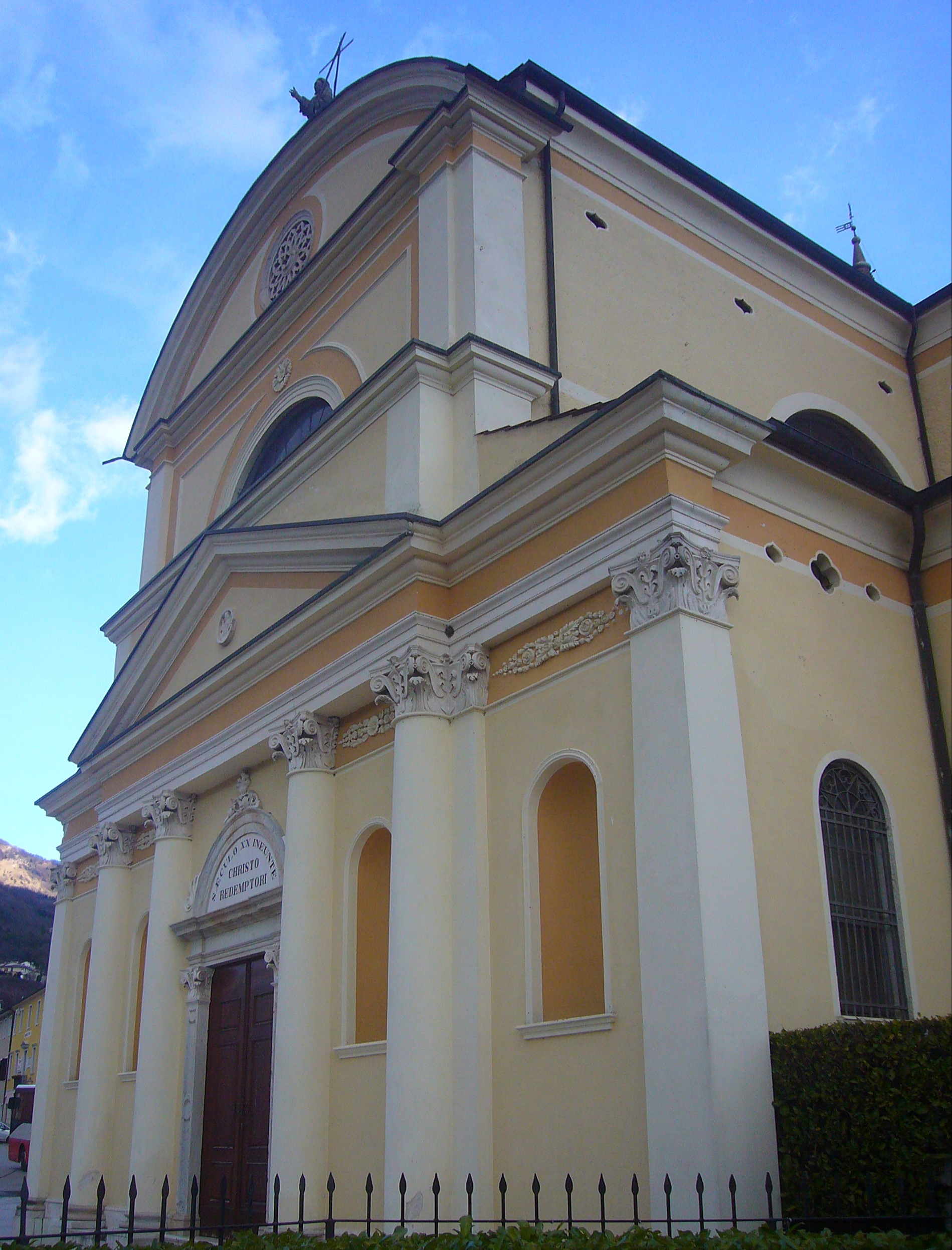
La chiesa di Sant'Andrea Apostolo

- Chiesa di Sant'Andrea Apostolo nel capoluogo comunale
- Chiesa di Santa Margherita a Durlo
- Chiesa di San Rocco a Marana
- Chiesa di San Giovanni "ante portam latinam" a Campodalbero
- Oratorio di San Valentino a Cortesani
- Oratorio di San Matio o della Pozza
- Osservatorio astronomico e planetario di Marana (MarSEC, Marana Space Explorer Center)[5]

## Società

### Evoluzione demografica
Abitanti censiti

## Cultura

### Museo Etnografico
Si trova nel centro giovanile in piazza Municipio. Inaugurato nel 1985 e realizzato dalla Parrocchia e dalla Pro Loco, che lo gestisce, espone oggetti che testimoniano la storia, l'arte e la vita quotidiana del territorio.
È ordinato in 4 sezioni:
- Etnografia: raccoglie le attrezzature delle varie attività artigianali, agricole, commerciali, domestiche che documentano il lavoro e l'opera dell'uomo.
- Scultura popolare: presenta un campionario delle opere originali della zona dal '500 ad oggi, realizzate da scultori locali, tra cui la statua di San Giorgio, proveniente dall'Oratorio di San Matio o della Pozza e la misteriosa statua "senza tempo" dell'Orante di contrada Volpiana.[8]
- Fauna: espone essenzialmente mammiferi, uccelli e serpenti del territorio.
- Oggetti sacri: la sezione mostra quanto la Parrocchia ha potuto salvare dai numerosi incendi e distruzioni. Si tratta di oggetti di culto non più in uso dopo la riforma liturgica, registri, libri di mandati, oggetti di culto a partire dal '500.

### Eventi
- Cena in piazza: metà giugno
- Crespadoro BIKE: primi di luglio
- Sagra Paesana e Festa dei Giovani: luglio-agosto
- Camminata Enogastronomica "CAMENCASA": ultima domenica di agosto
- Mostra Mercato dei "Corgnoi": 8 dicembre

## Amministrazione
Fa parte dell'area del Parco della Lessinia.
| Periodo | Periodo   | Primo cittadino             | Partito              | Carica  | Note  |
| ------- | --------- | --------------------------- | -------------------- | ------- | ----- |
| 1967    | 1993      | Eugenio Furgoni             | Democrazia Cristiana | Sindaco | [ 9 ] |
| 1993    | 1995      | Renato Rancan               | Democrazia Cristiana | Sindaco |       |
| 1995    | 1997      | Luciano Roncari             | Lista civica         | Sindaco |       |
| 1997    | 2006      | Giovanni Pietro Dalla Costa | Lista civica         | Sindaco |       |
| 2006    | 2011      | Alessandro Mecenero         | Lista civica         | Sindaco |       |
| 2011    | 2016      | Giovanni Pietro Dalla Costa | Lista civica         | Sindaco |       |
| 2016    | 2021      | Emanuela Dal Cengio         | Lista civica         | Sindaco |       |
| 2021    | in carica | Elisa Maria Ferrari         | Lista civica         | Sindaco |       |

## Sport
- Il Crespadoro Calcio, fondato nel 1982, gioca a livello F.I.G.C. arrivando a giocare la promozione. Nei primi anni 2000 la società in crisi finanziaria si ritirò cedendo la categoria al Grancona; ripartì nel 2006 nel campionato amatori A.I.C.S. dove vinse per due volte il suo girone e arrivando a giocarsi una semifinale provinciale. Nel 2011 il Crespadoro ritornò a disputare il campionato F.I.G.C. ripartendo dalla 3ª categoria. Dopo anni tra alti e bassi il Crespadoro venne rinominato nel 2015 in Altavalle del Chiampo.
- L'ASD Altavalle del Chiampo nasce nel 2015 dal Crespadoro Calcio da un progetto che vedeva coinvolti tutti i comuni dell'Alta Valle del Chiampo per la promozione dello sport. Alla prima stagione venne subito ripescata in seconda categoria terminando il campionato al quartultimo posto disputando così i play-out contro lo Spes Poiana che vinse per 5-0 decretando così la retrocessione dell'Altavalle del Chiampo in terza categoria. Nella stagione 2016-17 l'Altavalle del Chiampo terminò all'10º posto il proprio campionato.
- L'Atletico Mesenei Volley nasce nel 2010 e partecipa al campionato A.I.C.S. categoria misto. Nella prima stagione (2010-11) conquista subito la vittoria del campionato provinciale, arrivando 3º al campionato nazionale disputato a Cervia.
- L'Atletico Mesenei Calcio nasce nel 2011 e partecipa al campionato A.I.C.S.